# Železniční viadukt v Uhříněvsi
Železniční viadukt v Uhříněvsi je železniční most na trati Praha – České Budějovice, který překračuje Říčanský potok u rybníka Velká Vodice. Od roku 2009 je chráněn jako nemovitá kulturní památka České republiky.

## Historie
Viadukt byl postaven v roce 1872 při budování nové Dráhy císaře Františka Josefa z Prahy do Vídně. Koncem 19. století byl rozšířen o druhou kolej.

## Popis
Široký, kamenný viadukt je zakončený půlkruhově. Starší část (severní) je postavena z lomového kamene a její nároží s klenáky jsou z pískovcových kvádrů. Nahoře je ukončena prostou hranolovou římsou. Podhled klenby je složen z naplocho kladených nízkých kvádříků. Přístavba při jižní stěně rozšířila původní jednokolejnou trať na dvoukolejnou. Strukturou i tvarově uchovává původní podobu. Její nároží je lemováno kvádry a klenáky ze sliveneckého mramoru, ze kterého je také vytvarovaná horní hranolová římsa.